# Democrazia Cristiana
Die Democrazia Cristiana (DC; italienisch für Christliche Demokratie) war die wichtigste politische Partei Italiens zwischen 1945 und 1993 und stellte fast alle Ministerpräsidenten in diesem Zeitraum. Sie verstand sich als gemäßigte katholische Volkspartei der Mitte.

## Geschichte

### Gründung und politische Grundlinien
Die Democrazia Cristiana wurde am 15. Dezember 1943 am Ende des ventennio (20 Jahre) der Regierung Mussolini von einigen christlichen Bewegungen gegründet: von Mitgliedern der PPI (Partito Popolare Italiano) des Don Luigi Sturzo, von der Azione Cattolica sowie der Federazione Universitaria Cattolica Italiana (FUCI). Zu ihren Mitbegründern gehörten einige spätere Ministerpräsidenten:
- Alcide de Gasperi (Regierungschef 1945–1953), Mario Scelba, Attilio Piccioni und  Giovanni Gronchi von der „PPI“,
- Aldo Moro und Giulio Andreotti von der „Azione Cattolica“
- Amintore Fanfani und Giuseppe Dossetti von der „FUCI“
- und Giuseppe Alessi, sizilianischer Politiker.

Inhaltliche Grundlagen waren der Katholizismus, die christliche Soziallehre und der Antikommunismus.

### Nachkriegszeit

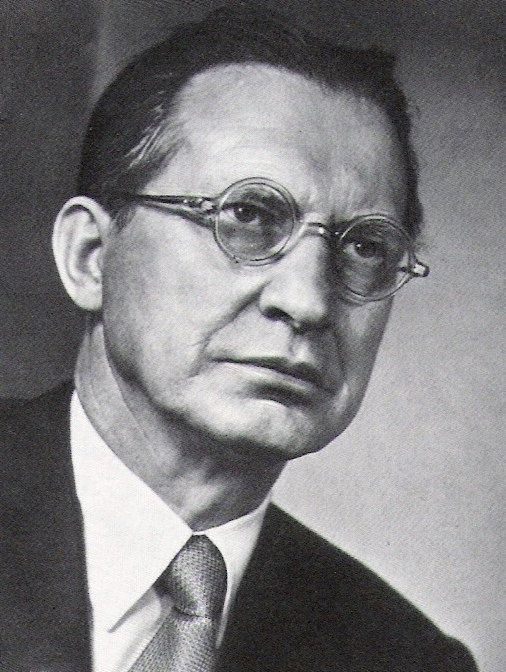
Alcide de Gasperi

In der unmittelbaren Nachkriegszeit beteiligte sich die DC zunächst an einer Einheitsregierung aller im Comitato di Liberazione Nazionale zusammengeschlossenen antifaschistischen Parteien unter Einschluss der Kommunisten, Sozialisten, Rechts- (PLI) und Linksliberalen (Pd’A, PDL, später PRI). Erster Ministerpräsident aus den Reihen der DC war Alcide de Gasperi, der auch erster Sekretär der DC war. Bei der Wahl zur Verfassunggebenden Versammlung im Juni 1946 – der ersten nationalen Wahl nach dem Ende des Faschismus – wurde die DC mit 35,2 % deutlich stärkste Kraft. In der Frage der künftigen Staatsform war die DC zerstritten. Sie setzte durch, dass hierüber ein Referendum abgehalten wurde und empfahl ihren Mitgliedern, für die Republik zu stimmen, die sich mit 54 % knapp gegen die Monarchie durchsetzen konnte. Obwohl sie klar in katholischen Kreisen verwurzelt war, wollte die DC keine klerikale Partei der katholischen Kirche, sondern eine von ihr unabhängige Volkspartei (partito nazionale) sein. Deshalb genoss sie zunächst auch nicht die Unterstützung des Vatikans. Konservative Eliten, süditalienische Landbesitzer und selbst Teile der katholischen Kirche standen der DC – angesichts ihres „antifaschistischen Konsenses“ mit Kommunisten und Sozialisten und einer von der Regierung verordneten Bodenreform – zunächst skeptisch gegenüber und unterstützten weiter rechts stehende Kräfte. Bei der Kommunalwahl im November desselben Jahres mussten die Christdemokraten deutliche Verluste hinnehmen. In der Hauptstadt Rom kamen sie hinter der linken Volksfront und der rechtspopulistischen „Jedermann-Front“ (L’Uomo qualunque) nur auf den dritten Platz.

### 1950er: Westintegration und europäische Einigung
Angesichts des aufbrechenden West-Ost-Konflikts sprach sich die DC unter De Gasperi für die Zugehörigkeit Italiens zum westlichen Lager aus. Kommunisten und Sozialisten schieden 1947 aus der Regierung aus, was eine Voraussetzung für die Teilnahme Italiens am Marshallplan war, für den sich die DC aussprach. Der entschiedene Westintegrations-Kurs wurde von den Wählern bei der ersten regulären Parlamentswahl im April 1948 (bei der Kommunisten und Sozialisten gemeinsam als Volksfront antraten) honoriert: Die DC gewann über 13 Prozentpunkte hinzu und erhielt eine absolute Mehrheit der Sitze im Abgeordnetenhaus. Im Vorfeld hatte sich der katholische Klerus angesichts der Gefahr eines Wahlsiegs der Kommunisten eindeutig zugunsten der DC positioniert. Besonders im Süden konnte die Partei deutlich hinzugewinnen. Dennoch bildete De Gasperi auch in der Folgezeit Koalitionsregierungen unter Einschluss der PRI, PLI und der gemäßigt sozialdemokratischen PSLI (später PSDI). Unter DC-Führung war Italien 1949 Gründungsmitglied der NATO, auch wenn es hiergegen innerparteilichen Widerstand gab.  Daneben war die DC auch klar proeuropäisch orientiert. De Gasperi setzte sich stark für die Gründung der Montanunion ein und gilt neben Konrad Adenauer, Jean Monnet und Robert Schuman (alle Katholiken bzw. Christdemokraten) als einer der Gründungsväter des vereinten Europas.
Aus Furcht vor einem Erstarken der Linken öffnete sich die DC 1952 einer Zusammenarbeit mit den rechten, antirepublikanischen Parteien. Im Rahmen der «operazione Sturzo» – benannt nach dem Stammvater der italienischen Christdemokratie Don Luigi Sturzo – stellte sie bei der Lokalwahl in Rom gemeinsame Listen mit Monarchisten und Neofaschisten (MSI) auf.  Bei der Parlamentswahl von 1953 musste die Partei einen deutlichen Rückschlag hinnehmen (Verlust von 8 Prozentpunkten und 53 Mandaten), während sowohl linke Parteien als auch Monarchisten und Neofaschisten hinzugewannen. Anschließend bildete Giuseppe Pella eine Minderheitsregierung aus DC- und parteilosen Ministern, die im Parlament von Monarchisten und MSI gestützt wurde. Es folgte eine Serie kurzlebiger Kabinette, die jeweils nur wenige Monate hielten und entweder die Koalitionspartner PSDI und/oder PLI einschlossen oder Minderheitsregierungen der DC waren, die im Parlament von weiteren Parteien (einschließlich der extremen Rechten) toleriert wurden. Das Amt des Ministerpräsidenten wurde aber stets von den dominanten Christdemokraten gestellt: Amintore Fanfani, Mario Scelba, Antonio Segni, Adone Zoli, Fernando Tambroni. Die italienischen Christdemokraten setzten sich stark für die Gründung der Europäischen Wirtschaftsgemeinschaft (EWG) und Euratom (gemeinsam Vorläuferinnen der Europäischen Union) ein, die 1957 durch die Römischen Verträge vereinbart wurde. Die Kooperation der DC mit der extremen Rechten endete nach den Ereignissen von Genua im Sommer 1960, als es im Zusammenhang mit dem dort geplanten Parteitag des MSI zu blutigen Protesten kam. Allerdings wurde noch 1962 der Christdemokrat Antonio Segni mit den Stimmen von Monarchisten und Neofaschisten zum Staatspräsidenten gewählt.

### 1960er und 1970er: Öffnung nach links und Historischer Kompromiss

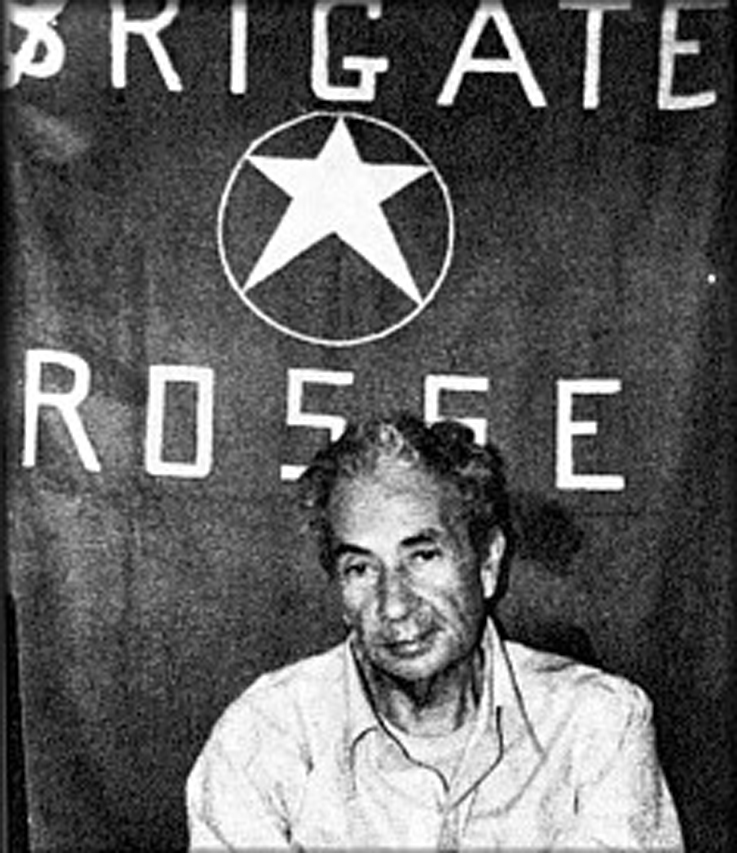
Aldo Moro in Geiselhaft der Brigate Rosse 1978

1959 wurde Aldo Moro zum Nationalen Sekretär der DC gewählt. Er wurde, in Nachfolge Giuseppe Dossettis und gemeinsam mit Giovanni Gronchi und Amintore Fanfani, zu den Reformern in der Partei gezählt, die für eine stärkere Gemeinwohlorientierung und staatliche Intervention in das Wirtschaftsleben eintraten. Laut Moro sollte dem Markt „durch politische Entscheidungen der Weg gewiesen werden“. Sie bereiteten eine „Öffnung nach Links“ (apertura à sinistra) vor, die eine breite Mitte-links-Regierung unter Einschluss der Sozialisten ermöglichen sollte. Eine DC-Regierung unter Fanfani beschloss 1962 mit den Stimmen der PSI eine Verstaatlichung der italienischen Elektrizitätswerke und setzte eine Bildungsreform um, nach der die achtjährige Pflichtschulzeit (die theoretisch bereits seit 1946 galt) wirklich umgesetzt wurde. Im Dezember 1963 gelang dann endlich die Bildung einer sogenannten „organischen“ Mitte-links-Regierung mit der PSI unter Aldo Moro, die bis 1968 hielt. Seit dieser Zeit waren meist mitte-links ausgerichtete Koalitionen aus bis zu fünf Parteien (mögliche Koalitionspartner waren PSI, PSDI, PRI und PLI) der Normalfall, es kam aber zeitweise auch wieder zu kurzlebigen DC-Minderheitsregierungen, die auf externe Tolerierung im Parlament angewiesen waren. Christdemokratische Ministerpräsidenten dieser Phase waren Giovanni Leone, Mariano Rumor, Emilio Colombo und Giulio Andreotti.
Die vom linken Flügel der Christdemokratie zunächst aus hehren Zielen des Gemeinwohls verfolgte staatliche Einflussnahme auf die Wirtschaft wurde in späteren Jahren vor allem von DC-Politikern pervertiert. Hohe Posten in der Wirtschaft wurden nach Parteibuch besetzt, was ein klientelistisches System begründete, das Italien bis in die 1980er-Jahre prägte. Dies öffnete Korruption bis hin zur Zusammenarbeit mit der Mafia Tür und Tor.

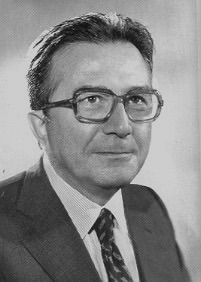
Giulio Andreotti

Ab 1973 wurde ein „Historischer Kompromiss“ (compromesso storico) diskutiert, den der reformorientierte, eurokommunistische Generalsekretär der PCI Enrico Berlinguer vorgeschlagen hatte. Dies bedeutete eine Zusammenarbeit von Christdemokraten und Kommunisten, um die politische Spaltung des Landes zu überwinden. Nachdem bei der Parlamentswahl 1976 der Stimmenanteil der PCI so nah wie nie an den der DC herangewachsen war (34,4 % gegen 38,7 %), wurde in diesem Sinne ab 1976 eine DC-Minderheitsregierung unter Giulio Andreotti gemäß einem Pakt der „nationalen Solidarität“ im Parlament von den Kommunisten toleriert. Die Zusammenarbeit endete jedoch nach der Entführung und Ermordung Aldo Moros durch die linksextremen Brigate Rosse (Roten Brigaden). Moro hatte sich von christdemokratischer Seite für den Historischen Kompromiss starkgemacht.

### 1980er: Pentapartito
In den 1980er-Jahren bildete die Democrazia Cristiana mit PSI (die sich unter Bettino Craxi endgültig von revolutionärem Sozialismus ab- und einer gemäßigten Sozialdemokratie zugewandt hatte), PSDI, PRI und PLI ein stabiles Kartell, das Pentapartito („Fünferpartei“) genannt wurde. Vorübergehend stellte nicht die DC, sondern ihre Koalitionspartner den Regierungschef (Giovanni Spadolini von der PRI 1981/82; Bettino Craxi von der PSI 1983–87). Ein Tiefpunkt für die DC war die Europawahl 1984, bei der sie erstmals nicht stärkste Kraft, sondern von den Kommunisten knapp auf den zweiten Platz verdrängt wurde (33,3 zu 33,0 %).

## Krise und Auflösung der DC
Nachdem die Ermittlungen der Mailänder Staatsanwaltschaft 1992 unter dem Titel Mani pulite (Saubere Hände, entspricht „Weiße Weste“) zahlreichen hohen Amtsträgern der DC und der PSI Verstrickungen in Korruptionsfälle (siehe Tangentopoli) nachgewiesen hatten, geriet die DC in eine schwere Krise.
Die Partei versuchte, sich unter Mino Martinazzoli zu reformieren. Am 18. Januar 1994 beschloss die Führung, den Namen der Partei wieder auf Partito Popolare Italiano (PPI) zu ändern – jene Partei, aus der die DC 1943 hervorgegangen war. Nach einer Wahlniederlage kurz darauf trat Martinazzoli zurück und die Partei spaltete sich in zahlreiche Gruppierungen auf.

### Unmittelbare Ableger der DC
Mitglieder des konservativeren Lagers bildeten unter Führung von Pier Ferdinando Casini die CCD (Centro Cristiano Democratico), ein linker Flügel der PPI gründete die CS (Cristiano Sociali), die im Bündnis der Linksdemokraten (Democratici di Sinistra, ehemalige Kommunisten) aufgingen. Die CDU (Cristiani Democratici Uniti) wurde hingegen von Mitgliedern, die dem Mitte-Rechts Lager um Silvio Berlusconi angehören wollten, gegründet. Aus dem PPI ging dann La Margherita – Democrazia è Libertà hervor. Keine dieser Parteien existiert mehr.
Folgende, heute noch bestehende Parteien bezeichnen sich ausdrücklich als politische Erben der Democrazia Cristiana:
- Unione dei Democratici Cristiani e Democratici di Centro (UDC), später umbenannt in Unione di Centro (UdC), geführt von Pier Ferdinando Casini und Rocco Buttiglione;
- Democrazia Cristiana: Diese Kleinstpartei trägt denselben Namen wie die DC, da ihr Vorsitzender Giuseppe Pizza, ehemaliger Unterstaatssekretär im Kabinett Berlusconi, nach einem langen Rechtsstreit die Namensrechte innehat.
- Popolari-Unione Democratici per l’Europa (UDEUR), angeführt von Clemente Mastella, ist im Nationalparlament nicht mehr vertreten, sehr wohl aber in zahlreichen Regionalparlamenten, Provinz- und Stadträten. Die UDEUR war lange Zeit in Koalitionen der linken Mitte vertreten und fungierte unter anderem als Mehrheitsbeschafferin für die Regierung Prodi II, an deren Fall sie anschließend maßgeblich beteiligt war. 2009 kündigte Mastella eine Zusammenarbeit mit dem Mitte-rechts-Block um Silvio Berlusconi an.

### Das DC-Erbe in anderen Parteien
Nach der Fusion der Margherita mit den Linksdemokraten finden sich zahlreiche Christdemokraten des ehemals linken Parteiflügels im Partito Democratico wieder. Der ehemalige italienische Ministerpräsident und Vorsitzende der EU-Kommission (1999–2004) Romano Prodi gehört zum christdemokratischen Flügel des Partito Democratico. Er hatte als Industrieminister in einem von Giulio Andreotti geführten Kabinett mitgewirkt.
Der ehemalige Vorsitzende der Demokratischen Partei Dario Franceschini begann seine Karriere ebenfalls in der DC.
Auch in Berlusconis Popolo della Libertà bzw. nach einer erneuten Spaltung Forza Italia und Nuovo Centrodestra haben viele christdemokratischen Politiker und Wähler ihre neue politische Heimat gefunden. Die DC-Ablegerin Democrazia Cristiana per le Autonomie, die mit Gianfranco Rotondi den Minister für die Umsetzung des Regierungsprogrammes im Kabinett Berlusconi stellte, hat sich mittlerweile aufgelöst und ist dem PDL beigetreten. Zudem sind (ehemalige) Minister wie Claudio Scajola und Angelino Alfano sowie der ehemalige lombardische Regionalpräsident Roberto Formigoni in den Reihen der Democrazia Cristiana politisch groß geworden.
Im Übrigen sind die meisten Politiker des Movimento per le Autonomie, unter ihnen der Präsident der Region Sizilien Raffaele Lombardo, ehemalige Christdemokraten.

## Wahlergebnisse
| Jahr | Stimmenanteil in Prozent              |
| ---- | ------------------------------------- |
| 1946 | 35,21                                 |
| 1948 | 48,51                                 |
| 1953 | 40,10                                 |
| 1958 | 42,36                                 |
| 1963 | 38,28                                 |
| 1968 | 39,12                                 |
| 1972 | 38,66                                 |
| 1976 | 38,71                                 |
| 1979 | 38,30                                 |
| 1983 | 32,93                                 |
| 1987 | 34,31                                 |
| 1992 | 29,65                                 |
| 1994 | 11,07 (als Partito Popolare Italiano) |

## Politische Sekretäre der DC
Die Führung der Partei oblag den Politischen Sekretären (Segretari politici) bzw. Nationalen Sekretären (Segretari nazionali). Diese waren in der Geschichte der DC:
- Alcide De Gasperi (Juli 1944 – September 1946)
- Attilio Piccioni (September 1946 – Januar 1949)
- Giuseppe Cappi (Januar – Juni 1949)
- Paolo Emilio Taviani (Juni 1949 – April 1950)
- Guido Gonella (April 1950 – September 1953)
- Alcide De Gasperi (2. Mal, September 1953 – Juni 1954)
- Amintore Fanfani (Juni 1954 – März 1959)
- Aldo Moro (März 1959 – Januar 1964)
- Mariano Rumor (Januar 1964 – Januar 1969)
- Flaminio Piccoli (Januar – November 1969)
- Arnaldo Forlani (November 1969 – Juni 1973)
- Amintore Fanfani (2. Mal, Juni 1973 – Juli 1975)
- Benigno Zaccagnini (Juli 1975 – Februar 1980)
- Flaminio Piccoli (2. Mal, Februar 1980 – Mai 1982)
- Ciriaco De Mita (Mai 1982 – Februar 1989)
- Arnaldo Forlani (2. Mal, Februar 1989 – Oktober 1992)
- Mino Martinazzoli (Oktober 1992 – Januar 1994)

Das Amt des Vorsitzenden des Nationalen Parteirats (Presidente del consiglio nazionale) war dagegen eher ein zeremonielles Ehrenamt.